# Palloptera maculifemur
Palloptera maculifemur is een vliegensoort uit de familie van de Pallopteridae. De wetenschappelijke naam van de soort is voor het eerst geldig gepubliceerd in 1934 door Czerny.